# Поморцево (Омская область)
Поморцево — деревня в Тарском районе Омской области России. Входит в состав Орловского сельского поселения.

## История
Основана в 1726 г. В 1928 г. состояла из 34 хозяйств, основное население — русские. В составе Орловского сельсовета Нижне-Колосовского района Тарского округа Сибирского края.

## Население
| 1926 | 2002 | 2010 |
| ---- | ---- | ---- |
| 177  | ↘55  | ↘45  |